# Pikefossen

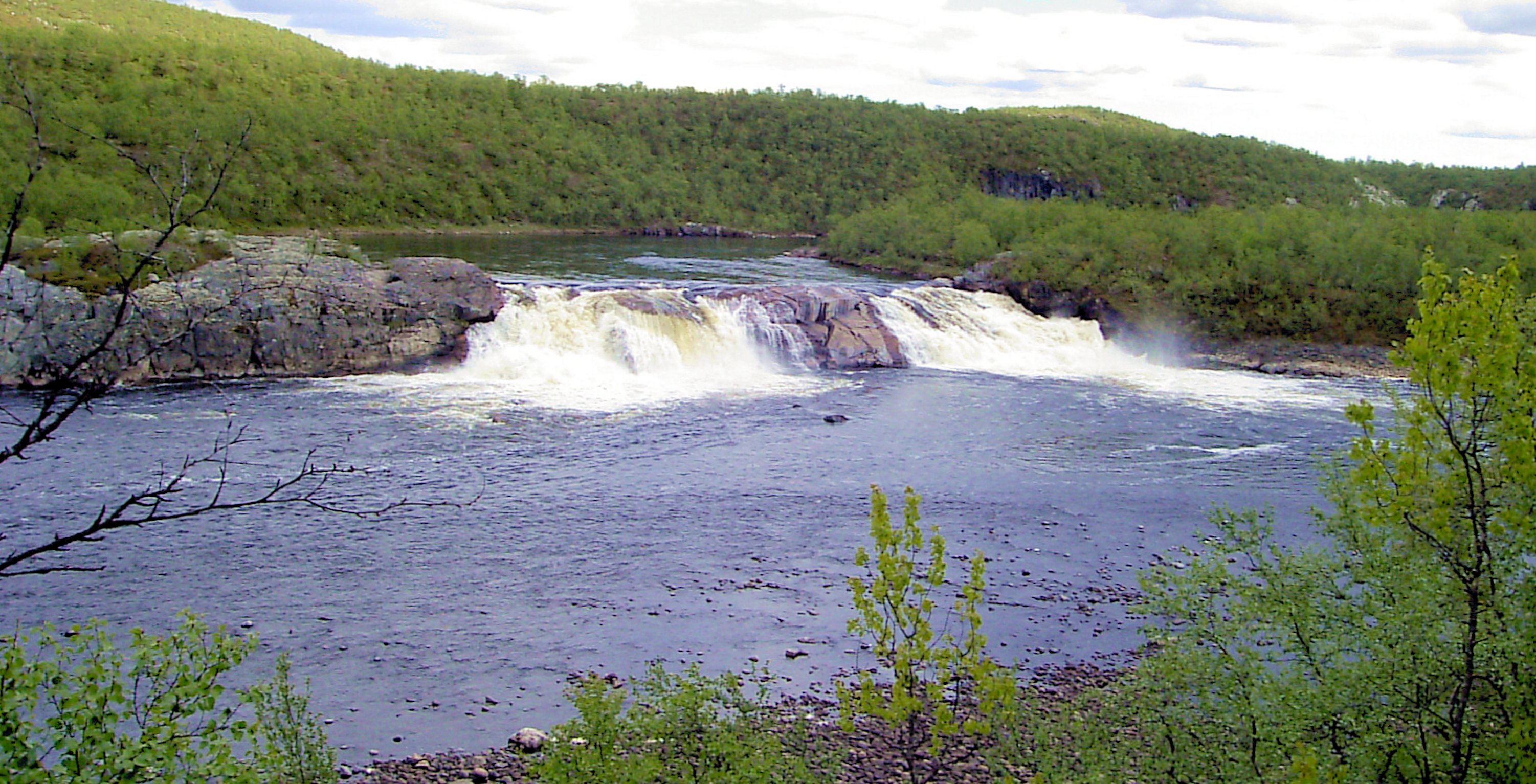
Pikefossen im Sommer …

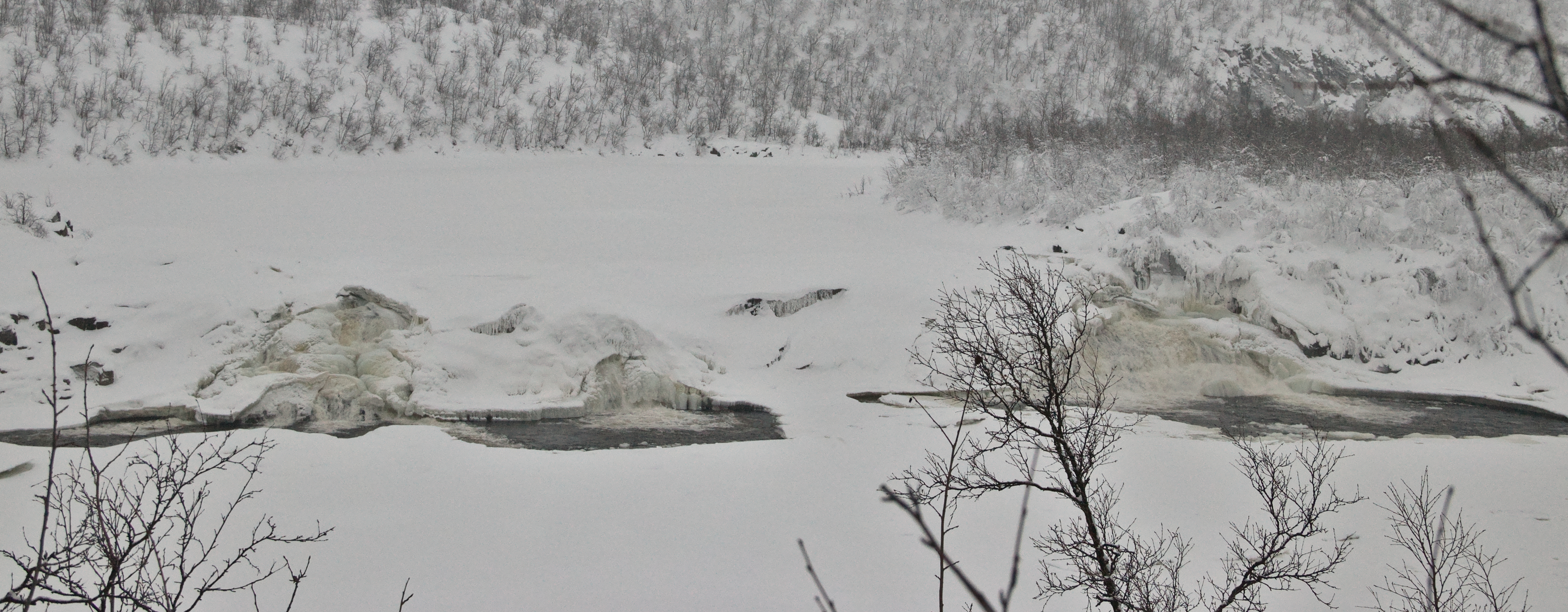
… und im Winter

Der Pikefossen (nordsamisch: Nieidagorži) ist eine hohe Stromschnelle bzw. ein Wasserfall mit einer Fallhöhe von acht Metern in der Altaelva. Er liegt in der norwegischen Provinz (Fylke) Finnmark, zirka 18 Kilometer südlich von Masi und 35 Kilometer nordöstlich von Kautokeino direkt an der Fernstraße (Riksvei) 93. Nahe der Stromschnelle befindet sich ein Parkplatz mit Toiletten sowie ein Campingplatz.
Der samische Name Nieidagorži heißt übersetzt „Mädchen-Fall“. Einer alten Legende nach sollte ein Mädchen im Winter auf eine Rentierherde aufpassen. Als das Eis am Rande des Flusses Altaelva riss, brachen alle Tiere ein und ertranken. Als die Besitzer nach Hause kamen und davon erfuhren, waren sie so wütend, dass sie das Mädchen in den Wasserfall warfen. Es wurde überliefert, dass diejenigen, die in den Hütten nahe dem Wasserfall übernachten, in der Nacht das herzzerreißende Schreien des Mädchens hören können.

## Belege
1. ↑  Sage auf www.lakseelver.no (norwegisch, PDF-Datei) (Memento des Originals vom 8. Januar 2014 im Internet Archive)  Info: Der Archivlink wurde automatisch eingesetzt und noch nicht geprüft. Bitte prüfe Original- und Archivlink gemäß Anleitung und entferne dann diesen Hinweis.